# Finale UEFA Europa Conference League 2024
De UEFA Europa Conference Leaguefinale van het seizoen 2023/24 was de derde eindstrijd van het secundaire toernooi van het Europees clubvoetbal. De voetbalwedstrijd werd op 29 mei 2024 gespeeld tussen het Griekse Olympiakos Piraeus en het Italiaanse ACF Fiorentina in het Agia Sofiastadion te Athene met Artur Soares Dias als scheidsrechter. Olympiakos Piraeus won zijn eerste continentale prijs door met 1–0 te winnen, dankzij een doelpunt van Ayoub El Kaabi in de verlenging, nam de titel over van West Ham United en kwalificeerde zich voor de groepsfase van de UEFA Europa League 2024/25.

## Organisatie
Op 28 juni 2023 wees de UEFA het Agia Sofiastadion in Athene aan als stadion voor de UEFA Europa Conference Leaguefinale van 2024. Na expertise en observatie van het in 2022 geopend stadion in UEFA-wedstrijden werd die beslissing in december 2023 definitief. Eerder werden in Athene de finales van de Europacup I/UEFA Champions League in 1983, 1994 en 2007 en de Europacup II-finale van 1987 gespeeld.
De UEFA stelde op 13 mei 2024 de Portugees Artur Soares Dias aan als scheidsrechter voor de finale. Hij was nooit eerder betrokken bij een continentale finale. Dias wordt geassisteerd door landgenoten Paulo Soares en Pedro Ribeiro als assistent-scheidsrechters en de Zweed Glenn Nyberg als vierde official. De Portugees Tiago Martins werd aangesteld als videoscheidsrechter, gesteund door de Duitsers Christian Dingert en Marco Fritz.

## Voorgeschiedenis
Olympiakos Piraeus speelde nooit eerder een Europese finale. De enige eerdere keer dat een Griekse club een Europese finale speelde, was in 1971, toen Panathinaikos FC de finale van de Europacup I verloor. ACF Fiorentina verloor een jaar eerder de UEFA Europa Conference Leaguefinale met 1–2 van West Ham United. Bovendien speelde ACF Fiorentina eerder vier andere Europese finales; het won de Europacup II-finale van 1961 en verloor de Europacup I-finale van 1957, de Europacup II-finale van 1962 en de UEFA Cupfinale van 1990. Naast ACF Fiorentina speelde uit Italië ook AS Roma ooit eerder de finale van de UEFA Europa Conference League; het won in 2022. In totaal wonnen Italiaanse clubs dertig eerdere Europese finales en verloren zij er eveneens dertig.
Nooit eerder troffen Olympiakos Piraeus en ACF Fiorentina elkaar of speelden een Griekse club en een Italiaanse club tegen elkaar in een Europese finale. Olympiakos Piraeus won 7 en verloor 16 van zijn 28 eerdere wedstrijden tegen Italiaanse clubs, waarvan de recentste twee nederlagen tegen Atalanta Bergamo in de achtste finales van de UEFA Europa League in 2022 waren. ACF Fiorentina won één en verloor één van zijn vijf eerdere wedstrijden tegen Griekse clubs, waarvan de recentste een nederlaag tegen PAOK Saloniki in de groepsfase van de UEFA Europa League in 2016 was.
Olympiakos Piraeus-trainer José Luis Mendilibar won een jaar eerder met Sevilla FC de finale van de UEFA Europa League. ACF Fiorentina-trainer Vincenzo Italiano verloor een jaar eerder met ACF Fiorentina de finale van de UEFA Europa Conference League. Stevan Jovetić speelt ten tijde van de finale voor Olympiakos Piraeus, maar was eerder actief voor ACF Fiorentina. Nooit eerder speelde een club de UEFA Europa Conference Leaguefinale in eigen land.

## Weg naar de finale
| Pos | Team               | Wed | Ptn |
| --- | ------------------ | --- | --- |
| 1   | West Ham United    | 6   | 15  |
| 2   | SC Freiburg        | 6   | 12  |
| 3   | Olympiakos Piraeus | 6   | 7   |
| 4   | TSC Bačka Topola   | 6   | 1   |

| Pos | Team        | Wed | Ptn |
| --- | ----------- | --- | --- |
| 1   | Fiorentina  | 6   | 12  |
| 2   | Ferencváros | 6   | 10  |
| 3   | Racing Genk | 6   | 9   |
| 4   | Čukarički   | 6   | 0   |

### Olympiakos Piraeus

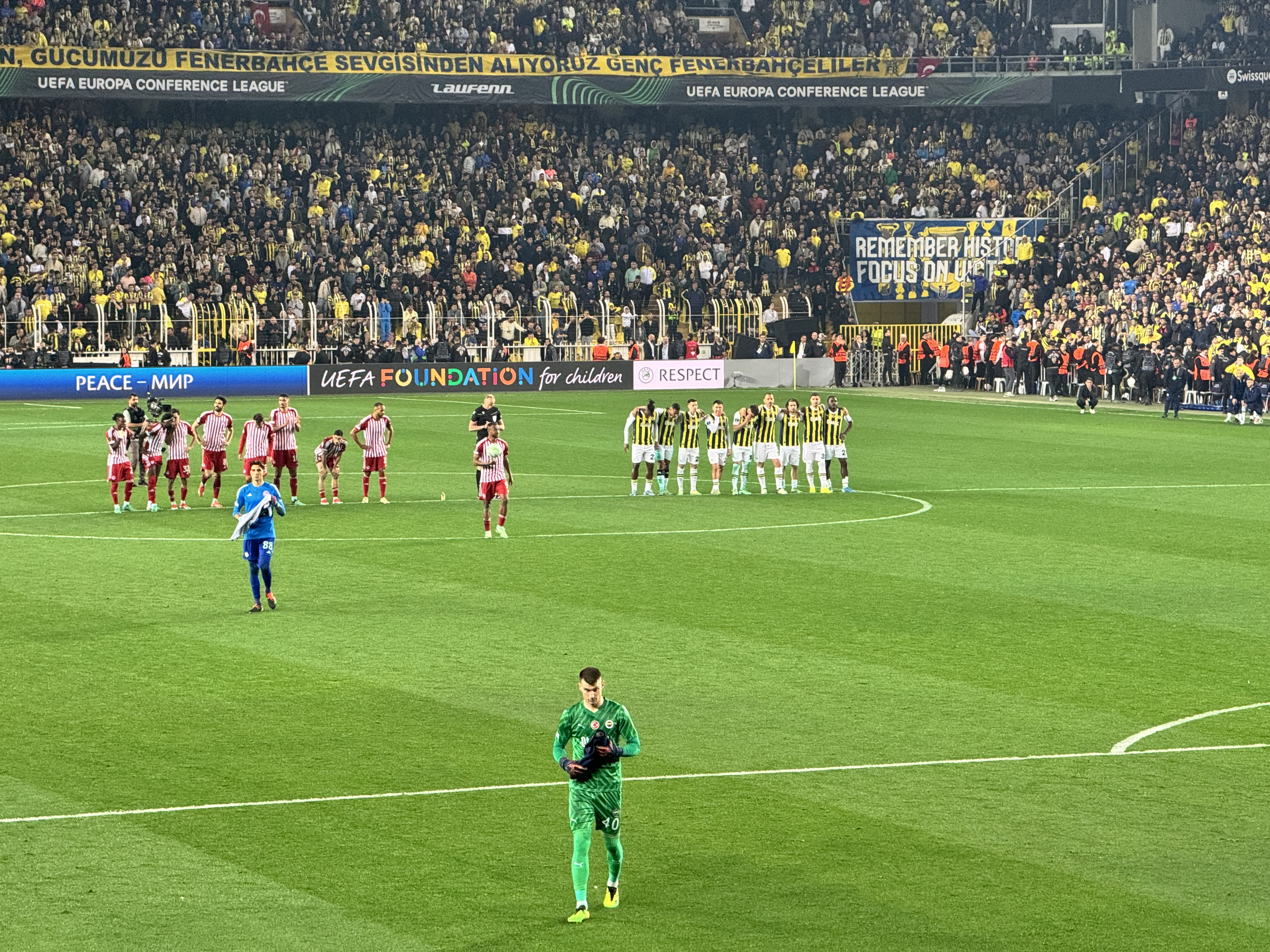
De penaltyserie tussen Olympiakos Piraeus en Fenerbahçe SK in de kwartfinales

Olympiakos Piraeus plaatste zich als derde van de Super League voor de derde kwalificatieronde van de UEFA Europa League. Het bereikte ten koste van KRC Genk de play-offronde, dankzij doelpunten van Kostas Fortounis in de eerste minuut van de heenwedstrijd en Sotiris Alexandropoulos in de blessuretijd van de terugwedstrijd (2–1). De groepsfase van de UEFA Europa League werd bereikt na 3–1 en 0–3 zeges tegen FK Čukarički in de play-offronde. In groep A verloor Olympiakos Piraeus zijn eerste wedstrijd thuis van SC Freiburg, waarna in de eerste uitwedstrijd punten werden verspeeld na een 0–2 voorsprong tegen FK TSC (2–2). Tegen West Ham United werd er thuis met 2–1 gewonnen en uit met 1–0 verloren. Door een 5–0 nederlaag op bezoek bij SC Freiburg, mede door een hattrick van Michael Gregoritsch, kon Olympiakos Piraeus zich niet meer plaatsen voor de knock-outfase van de UEFA Europa League. Dankzij een 5–2 zege op FK TSC in de laatste speelronde plaatste het zich als derde in de groep wel voor de tussenronde van de UEFA Europa Conference League, waarin het gekoppeld werd aan Ferencváros. Olympiakos Piraeus won het tweeluik met 2–0, dankzij een doelpunt van Ayoub El Kaabi in beide wedstrijden. In de achtste finales verloor Olympiakos in het Georgios Karaiskákisstadion met 1–4 van Maccabi Tel Aviv. Een week later wist Olympiakos Piraeus dat echter recht te zetten in de TSC Arena; na een verlenging werd er met 1–6 gewonnen. In de kwartfinales tegen Fenerbahçe SK kwam Olympiakos Piraeus in de thuiswedstrijd op een 3–0 voorsprong. Fenerbahçe SK kwam terug tot 3–2 en won de terugwedstrijd met 1–0, waarna de strafschoppenserie met 2–3 werd gewonnen door Olympiakos Piraeus. De laatste horde naar de finale was Aston Villa. Mede door een hattrick van El Kaabi won Olympiakos Piraeus in Birmingham met 2–4, waarna El Kaabi ook nog twee keer scoorde in Piraeus. Zodoende plaatste Olympiakos Piraeus zich voor de finale.

### ACF Fiorentina
ACF Fiorentina plaatste zich als achtste van de Serie A en door uitsluiting van Juventus FC voor de play-offronde van de UEFA Europa Conference League. Daarin verloor ACF Fiorentina de heenwedstrijd met 1–0 van Rapid Wien, maar won het de terugwedstrijd met 2–0, dankzij doelpunten van Nicolás González, waardoor het zich plaatste voor de groepsfase. In groep F speelde ACF Fiorentina zijn eerste wedstrijd met 2–2 gelijk op bezoek bij KRC Genk. In zijn eerste thuisduel kwam het op een 0–2 achterstand tegen Ferencváros, maar redde het mede dankzij een treffer van Jonathan Ikoné in de blessuretijd een punt. Vervolgens werden wedstrijden tegen FK Čukarički met 6–0 en 0–1 gewonnen. Dankzij een 2–1 overwinning op KRC Genk plaatste ACF Fiorentina zich voor de knock-outfase. Een 1–1 gelijkspel op bezoek bij Ferencváros was vervolgens voldoende voor de groepswinst en daarmee kwalificatie voor de achtste finales, waarin het gekoppeld werd aan Maccabi Haifa. In de uitwedstrijd kwam ACF Fiorentina snel op een voorsprong en vervolgens twee keer op een achterstand, maar zorgde Antonín Barák in de blessuretijd voor een 3–4 overwinning. Barák scoorde ook in de thuiswedstrijd, die met 1–1 gelijkgespeeld werd, wat voldoende was voor kwalificatie voor de kwartfinales. Tegen Viktoria Pilsen werd er lang niet gescoord, totdat treffers van González en Cristiano Biraghi in de verlenging van de terugwedstrijd ACF Fiorentina een 2–0 zege opleverden. De laatste horde naar de finale was Club Brugge. In het Stadio Artemio Franchi kwam ACF Fiorentina drie keer op een voorsprong. Na een rode kaart voor Raphael Onyedika leverde een doelpunt van M'Bala Nzola de Italianen een 3–2 overwinning op. Een benutte strafschop van Lucas Beltrán in de slotfase in het Jan Breydelstadion zorgde voor een 1–1 gelijkspel in de terugwedstrijd. Zodoende plaatste ACF Fiorentina zich voor de finale.

## Wedstrijd

### Verloop
In de vierde minuut werd een poging van Daniel Podence gered door Pietro Terracciano. Vijf minuten later vond Nikola Milenković het net aan de andere kant, maar zijn doelpunt werd afgekeurd wegens buitenspel. In de 21ste minuut schoot Giacomo Bonaventura vanuit kansrijke positie in de handen van Konstantinos Tzolakis, waarna hij in dezelfde minuut wederom op Tzolakis stuitte. In de tweede helft kopte Milenković naast uit een hoekschop, redde Tzolakis op een doelpoging van Christian Kouamé en kopte Vicente Iborra naast uit een vrije schop. Doordat er in de reguliere speeltijd niet werd gescoord, werd er een verlenging gespeeld. In die verlenging werd een schot van Stevan Jovetić gekeerd door Terracciano en stopte Tzolakis een doelpoging van Jonathan Ikoné. In de 116de minuut werd het winnende doelpunt gemaakt door Ayoub El Kaabi, die een voorzet van Santiago Hezze binnenkopte.

### Details
|                           |                    |                      |                | |
| 29 mei 2024 21:00 (UTC+2) | Olympiakos Piraeus | 1 – 0 (n.v.) (0 – 0) | ACF Fiorentina | Stadion: Agia Sofiastadion, Athene Toeschouwers: 26.842 Scheidsrechter: Artur Soares Dias Assistenten: Paulo Soares Assistenten: Pedro Ribeiro Vierde official: Glenn Nyberg Vijfde official: Mahbod Beigi Video-assistenten: Pol van Boekel Video-assistenten: Marco Fritz (SVAR) AVAR: Christian Dingert Speler van de wedstrijd: Ayoub El Kaabi |
| 29 mei 2024 21:00 (UTC+2) | El Kaabi 116'      | Verslag              |                | Stadion: Agia Sofiastadion, Athene Toeschouwers: 26.842 Scheidsrechter: Artur Soares Dias Assistenten: Paulo Soares Assistenten: Pedro Ribeiro Vierde official: Glenn Nyberg Vijfde official: Mahbod Beigi Video-assistenten: Pol van Boekel Video-assistenten: Marco Fritz (SVAR) AVAR: Christian Dingert Speler van de wedstrijd: Ayoub El Kaabi |
| 29 mei 2024 21:00 (UTC+2) |                    |                      |                | Stadion: Agia Sofiastadion, Athene Toeschouwers: 26.842 Scheidsrechter: Artur Soares Dias Assistenten: Paulo Soares Assistenten: Pedro Ribeiro Vierde official: Glenn Nyberg Vijfde official: Mahbod Beigi Video-assistenten: Pol van Boekel Video-assistenten: Marco Fritz (SVAR) AVAR: Christian Dingert Speler van de wedstrijd: Ayoub El Kaabi |
| 29 mei 2024 21:00 (UTC+2) |                    |                      |                | Stadion: Agia Sofiastadion, Athene Toeschouwers: 26.842 Scheidsrechter: Artur Soares Dias Assistenten: Paulo Soares Assistenten: Pedro Ribeiro Vierde official: Glenn Nyberg Vijfde official: Mahbod Beigi Video-assistenten: Pol van Boekel Video-assistenten: Marco Fritz (SVAR) AVAR: Christian Dingert Speler van de wedstrijd: Ayoub El Kaabi |
|                           |                    |                      |                | |

| Olympiakos Piraeus | ACF Fiorentina |

| DM                   | 88 | Konstantinos Tzolakis    |             |
| RA                   | 23 | Rodinei                  |             |
| CV                   | 45 | Panagiotis Retsos ( 73') |             |
| CV                   | 16 | David Carmo              |             |
| LA                   | 03 | Francisco Ortega         | 91'         |
| VM                   | 32 | Santiago Hezze           |             |
| VM                   | 08 | Vicente Iborra           |             |
| RB                   | 56 | Daniel Podence           | 28' 106'    |
| AM                   | 06 | Chiquinho                | 77'         |
| LB                   | 07 | Kostas Fortounis         | 73'         |
| SP                   | 09 | Ayoub El Kaabi           | 117' 120+2' |
| Wisselspelers:       |    |                          |             |
| DM                   | 01 | Alexandros Paschalakis   | 95'         |
| DM                   | 99 | Athanasios Papadoudis    |             |
| VD                   | 18 | Quini                    | 91'         |
| VD                   | 27 | Omar Richards            |             |
| VD                   | 65 | Apostolos Apostolopoulos |             |
| VD                   | 74 | Andreas Ndoj             |             |
| MV                   | 05 | André Horta              | 77'         |
| MV                   | 15 | Sotiris Alexandropoulos  |             |
| MV                   | 19 | Georgios Masouras        | 106'        |
| MV                   | 20 | João Carvalho            |             |
| AV                   | 11 | Youssef El-Arabi         | 120+2'      |
| AV                   | 22 | Stevan Jovetić           | 73' 94'     |
| Coach:               |    |                          |             |
| José Luis Mendilibar |    |                          |             |

| DM                | 01 | Pietro Terracciano        |         |
| RA                | 02 | Dodô                      |         |
| CV                | 04 | Nikola Milenković ( 106') |         |
| CV                | 28 | Lucas Martínez Quarta     | 42'     |
| LA                | 03 | Cristiano Biraghi         | 106'    |
| VM                | 06 | Arthur Melo               | 74'     |
| VM                | 38 | Rolando Mandragora        |         |
| RB                | 10 | Nicolás González          | 106'    |
| AM                | 05 | Giacomo Bonaventura       | 82'     |
| LB                | 99 | Christian Kouamé          | 79' 82' |
| SP                | 20 | Andrea Belotti            | 59'     |
| Wisselspelers:    |    |                           |         |
| DM                | 53 | Oliver Christensen        |         |
| VD                | 16 | Luca Ranieri              | 106'    |
| VD                | 22 | Davide Faraoni            |         |
| VD                | 33 | Michael Kayode            |         |
| VD                | 65 | Fabiano Parisi            |         |
| MV                | 08 | Maxime Lopez              |         |
| MV                | 19 | Gino Infantino            |         |
| MV                | 32 | Alfred Duncan             | 74'     |
| MV                | 72 | Antonín Barák             | 82'     |
| AV                | 09 | Lucas Beltrán             | 106'    |
| AV                | 11 | Jonathan Ikoné            | 82'     |
| AV                | 18 | M'Bala Nzola              | 59'     |
| Coach:            |    |                           |         |
| Vincenzo Italiano |    |                           |         |

### Statistieken
| [ 7 ]                  | Olympiakos Piraeus | ACF Fiorentina |
| ---------------------- | ------------------ | -------------- |
| Doelpunten             | 1                  | 0              |
| Gele kaarten           | 4                  | 2              |
| Rode kaarten           | 0                  | 0              |
| Wissels                | 5                  | 6              |
| Schoten op doel        | 4                  | 4              |
| Schoten naast doel     | 2                  | 13             |
| Overtredingen          | 10                 | 17             |
| Hoekschoppen           | 5                  | 6              |
| Buitenspel             | 4                  | 3              |
| Geslaagde passes       | 303                | 386            |
| Passnauwkeurigheid (%) | 69                 | 74             |
| Balbezit (%)           | 47                 | 53             |
| Gelopen kilometers     | 150,7              | 146,9          |

## Nasleep
Olympiakos Piraeus werd met de overwinning de eerste Griekse club die een prijs in het Europees clubvoetbal won, waarmee Griekenland het achttiende nog bestaande land werd dat een winnaar in het Europees clubvoetbal leverde en het derde land dat een winnaar van de UEFA Europa Conference League leverde. Ayoub El Kaabi werd na zijn winnende doelpunt benoemd tot man van de wedstrijd door een panel van de UEFA.